# Miriam Makeba (álbum)
Miriam Makeba es el álbum debut homónimo de la cantante sudafricana Miriam Makeba. Fue publicado el 11 de mayo de 1960 por la RCA Victor.
Considerado su mejor álbum, y el mejor posicionado de la artista. El álbum fue incluido en el listado de los 1001 Álbumes que hay que oír antes de morir.

## Antecedentes
Miriam era una joven cantante surafricana que ya había tenido acercamientos con la industria musical, pues en su natal Sudáfrica tenía una banda de jazz fusión llamada The Skylarks. Sin embargo abandonó su país para radicarse en el Reino Unido, por el activismo que realizaba en contra del Apartheid.
A finales de los 50, conoció al músico negro Harry Belafonte, quien la ayudó a entrar a los Estados Unidos. Miriam comenzó a tocar en clubes nocturnos, hasta que fue descubierta por la RCA Victor.
La disquera, queriendo replicar el éxito de Belafonte, contrató a Miriam, y le grabó su primer disco, el cual se realizó en Webster Hall, en Nueva York. El álbum fue lanzado el 11 de mayo de 1960.

## Contenido
El álbum es una mezcla de canciones tradicionales africanas con el sonido pop de la época. Contiene los temas Suliram, canción de cuna indonesia; Mbube, versión temprana del tema The Lion Sleeps Tonight, que originalmente fue escrita en 1939 en zulú; y una versión del tema tradicional estadounidense The House of the Rising Sun.

## Recepción
A pesar de que el sonido de Makeba era fresco y novedoso, era demasiado exótico para los compradores y no se vendió bien, por lo que RCA terminó su contrato con la artista, para recontratarla en 1963.

## Lista de canciones
| No. | Título                                 | Escritor                               | Duración |
| --- | -------------------------------------- | -------------------------------------- | -------- |
| 1.  | "The Retreat Song"                     | Miriam Makeba                          | 2:34     |
| 2.  | "Suliram" (Indonesian lullaby)         | traditional                            | 2:45     |
| 3.  | "The Click Song"                       | Makeba, Khoza, Majola, Mdedle, Mogosti | 2:09     |
| 4.  | "Umhome"                               | Makeba                                 | 1:16     |
| 5.  | "Olilili"                              | Silinga                                | 2:31     |
| 6.  | "Lakutshn, Ilanga"                     | Dvashe, Glazer                         | 2:07     |
| 7.  | "Mbube" (with The Chad Mitchell Trio)  | Linda                                  | 3:17     |
| 8.  | "The Naughty Little Flea"              | Thomas                                 | 3:45     |
| 9.  | "Where Does It Lead"                   | Davis                                  | 2:29     |
| 10. | "Nomeva"                               | Makeba                                 | 2:37     |
| 11. | "House of the Rising Sun"              | Lopez                                  | 1:57     |
| 12. | "Saduva"                               | Makeba                                 | 2:30     |
| 13. | "One More Dance" (with Charles Colman) | Carter                                 | 2:40     |
| 14. | "Iya Guduza"                           | Makeba                                 | 2:05     |